# Simosthenurus

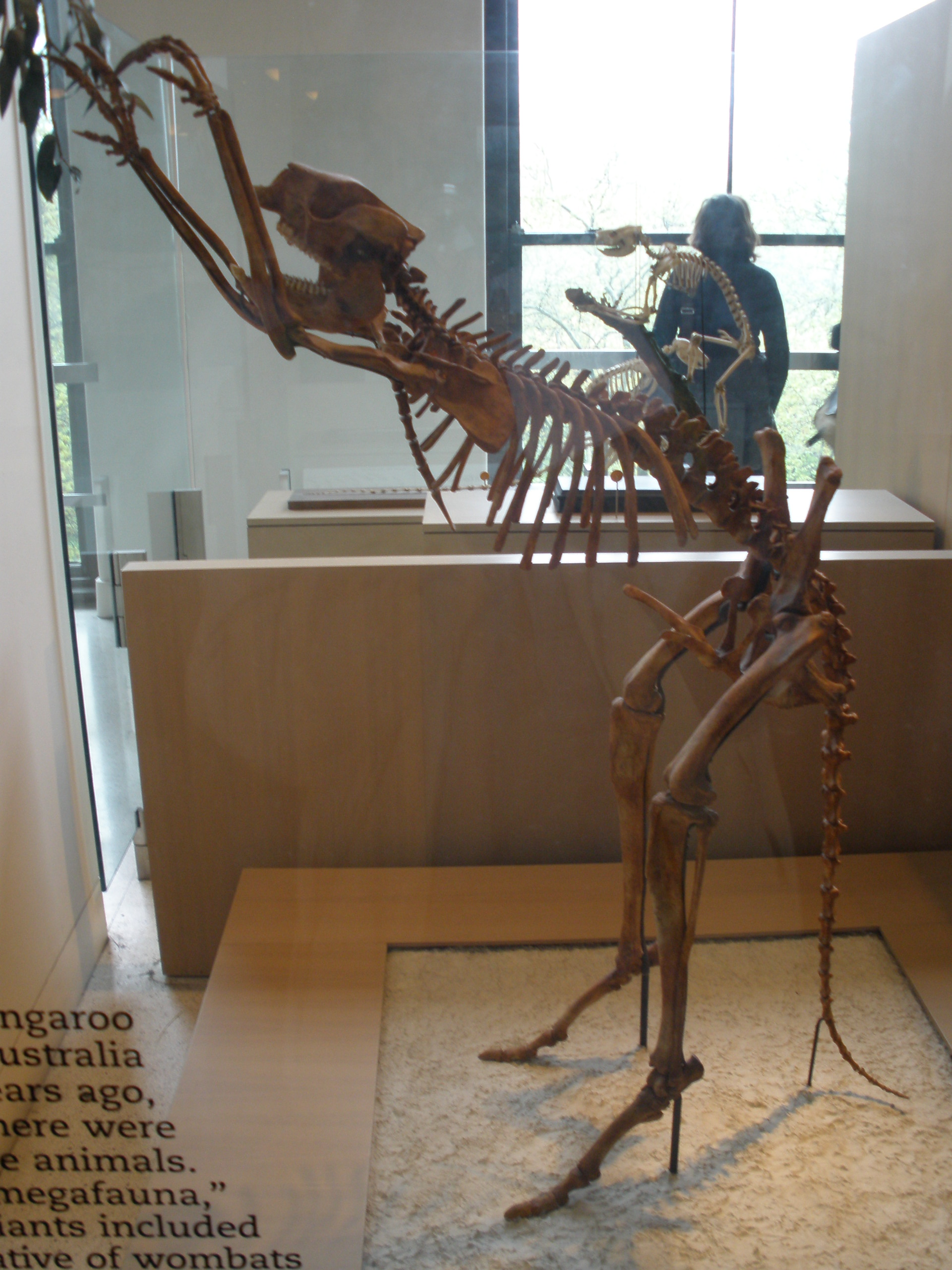
Simosthenurus occidentalis.

Simosthenurus es un género extinto de canguro macropódido perteneciente a la subfamilia de los estenurinos, que vivió en Australia durante la época del Pleistoceno. El nombre del género se refiere a su pariente Sthenurus, ya que fue descrito originalmente como un subgénero de este. El término simo significa en griego "de nariz chata". Los miembros de este género eran grandes; Simosthenurus occidentalis pesaba alrededor de 118 kilogramos, mucho mayor que cualquier especie moderna.
Estos animales tenían hocicos relativamente cortos comparados con sus parientes actuales y músculos extremadamente fuertes en la mandíbula. Es posible que se hayan adaptado a las plantas duras de las tierras secas de Australia.
A diferencia de los canguros actuales, los cuales son saltadores plantígrados, Simosthenurus era un bípedo ungulígrado, caminando en una forma que se asemejaba a la de los primates homínidos.